# London Bridge metróállomás
A London Bridge a londoni metró egyik állomása az 1-es zónában, a Jubilee line és a Northern line érinti.

## Története
Az állomást 1900. február 25-én adták át a City & South London Railway egyik állomásaként. Napjainkban a Northern line része. A Jubilee line állomását 1999. október 7-én helyezték üzembe.

## Forgalom
| Járat | Útvonal | Gyakoriság     |
| ----- | --- | -------------- |
|       | Stanmore – Canons Park – Queensbury – Kingsbury – Wembley Park – Neasden – Dollis Hill – Willesden Green – Kilburn – West Hampstead – Finchley Road – Swiss Cottage – St. John’s Wood – Baker Street – Bond Street – Green Park – Westminster – Waterloo – Southwark – London Bridge – Bermondsey – Canada Water – Canary Wharf – North Greenwich – Canning Town – West Ham – Stratford | 2-4 percenként |
|       | (High Barnet és Edgware felől –) Camden Town – Euston – King’s Cross St. Pancras – Angel – Old Street – Moorgate – Bank – London Bridge – Borough – Elephant & Castle – Kennington – Oval – Stockwell – Clapham North – Clapham Common – Clapham South – Balham – Tooting Bec – Tooting Broadway – Colliers Wood – South Wimbledon – Morden                                             | 2-3 percenként |

## Átszállási kapcsolatok
| Állomás       | Átszállási kapcsolatok                                                                        |
| ------------- | --------------------------------------------------------------------------------------------- |
| London Bridge | National Rail (London Bridge) Helyi buszok (London Bridge Station) Hajó (RB1, RB1X, RB2, RB6) |

## Fordítás
- Ez a szócikk részben vagy egészben  a   London Bridge station című angol Wikipédia-szócikk fordításán alapul.  Az eredeti cikk szerkesztőit annak laptörténete sorolja fel. Ez a jelzés csupán a megfogalmazás eredetét és a szerzői jogokat jelzi, nem szolgál a cikkben szereplő információk forrásmegjelöléseként.